# Ija Sawwina
Ija Siergiejewna Sawwina (ros. Ия Серге́евна Саввина; ur. 2 marca 1936, zm. 27 sierpnia 2011) – radziecka aktorka filmowa, teatralna i głosowa. Ludowy Artysta ZSRR (1990).

## Życiorys
Ukończyła studia na wydziale dziennikarskim uniwersytetu w Moskwie. Najpierw występowała w teatrze. Na ekranie zadebiutowała w 1960 roku główną rolą w filmie J.J. Chejfica Dama z pieskiem. Rola ta przyniosła aktorce ogromny sukces. 
Zmarła na raka skóry. Została pochowana na Cmentarzu Nowodziewiczym w Moskwie.

## Filmografia

### Filmy fabularne
- 1960: Dama z pieskiem (Дама с собачкой)[5] jako Anna Siergiejеwna[6]
- 1960: Łagodna (Кроткая)[5] / Potulna (Кроткая) jako Potulna[6]
- 1962: Grzesznica (Грешница) jako Ksenia[6]
- 1965: Dzwonią, otwórzcie drzwi (Звонят, откройте дверь)[5] jako Matka Gieny[6]
- 1966: Historia Asi Klaczinej, która kochała, lecz za mąż nie wyszła (История Аси Клячиной, которая любила, да не вышла замуж)[a] jako Asia Klaczna
- 1967: Anna Karenina (Анна Каренина)[5] jako Dolly[6]
- 1968: Przeciw Wranglowi (Служили два товарища)[5] jako Sasza[6]
- 1969: Temat na niewielkie opowiadanie (Сюжет для небольшого рассказа)[5] jako Maria Pawłowna Czechowa[6]
- 1972: Sierpień (Месяц август) jako Sonia[6]
- 1973: Obłoki (Облака) jako Maria[6]
- 1973: Kobieta z lancetem (Каждый день доктора Калинниковой)[5] jako Doktor Kalinnkowa[6]
- 1974: Kamo - ostatnia misja (Последний подвиг Камо)[5] jako Sofija[6]
- 1974: Romanca o zakochanych (Романс о влюблённых)  jako Marija, matka Tani[6]
- 1975: Dziennik dyrektora szkoły (Дневник директора школы)[5] / Pamiętnik dyrektora szkoły (Дневник директора школы) jako Walentyna Fiodorowna, z-ca dyrektora ds. pedagogicznych[6]
- 1975: Majakowski się śmieje (Маяковский смеётся)[5] jako Zoja Bieriozkina[6]
- 1977: Jak zranione ptaki  (Подранки)[5]
- 1977: Znaczek Gwadelupy (Марка страны Гонделупы)[5]
- 1978: Będziesz dla nas obca (Чужая)[5]
- 1978: Zamęt uczuć (Смятение чувств)[5]
- 1979: Garaż (Гараж)[5] jako Lidia Władymirowna Anikiejewa
- 1982: Życie osobiste (Частная жизнь)[5] jako Natalja Iliniczna, żona Abrikosowa
- 1982: Łzy płynęły (Слёзы капали)[5]
- 1993: Trocki (Троцкий)[2]

### Filmy animowane
- 1969: Kubuś Puchatek (Винни-Пух)[7] jako Prosiaczek (głos)
- 1971: Kubuś Puchatek idzie w gości (Винни-Пух идёт в гости)[7] jako Prosiaczek (głos)
- 1972: Kubuś Puchatek i jego troski (Винни-Пух и день забот))[7] jako Prosiaczek (głos)

## Nagrody i odznaczenia
- 1960: Nagroda za kreację na Międzynarodowym Festiwalu Filmowym w Cannes (film Dama z pieskiem)[5]
- 1969: Zasłużony Artysta RFSRR
- 1977: Ludowy Artysta RFSRR[8]
- 1990: Ludowy Artysta ZSRR
- Order „Za zasługi dla Ojczyzny” IV klasy

Źródło: